# Határbevétel

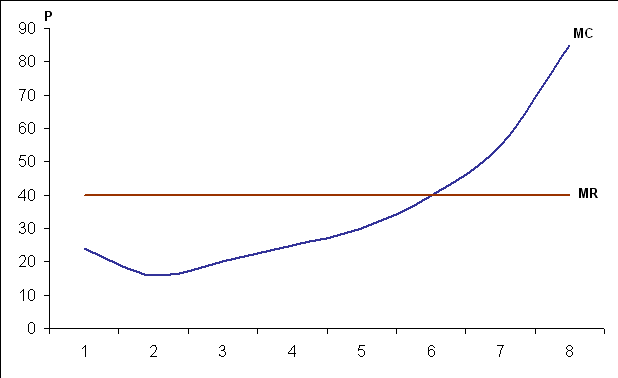
Határbevétel (MR, tökéletes versenyben) és határköltség (MC) függvények. Az abszcissza az értékesített mennyiség.

A mikroökonómia és a piacelmélet fogalomtárában a határbevétel a kibocsátás egy egységgel való növeléséből származó bevételváltozás. Másként fogalmazva: az utolsó eladott jószág után kapott bevétel. Szokásos jelölése az MR (az angol marginal revenue kifejezésből).
A fenti definíció a határbevétel nem szabatos definíciója, ugyanis diszkrét jószágokról, és az azok által okozott bevételváltozásról szól. A mikroökonómia azonban megengedi azt (a feltételezést), hogy a jószágok végtelen mértékben oszthatók legyenek, így a határbevétel szabatos értelmezése: a kibocsátás végtelen kicsiny egységgel való megnöveléséből származó bevételváltozás.
Az {\displaystyle i}-edik vállalat határbevétele ({\displaystyle MR_{i}}) matematikailag a következőképpen formalizálható:
{\displaystyle MR_{i}\equiv {dTR_{i} \over dq_{i}}}, vagy másként {\displaystyle MR_{i}\equiv {\Delta TR_{i} \over \Delta q_{i}}}, ahol {\displaystyle \Delta q_{i}\rightarrow 0\,}.
A fenti kifejezésben {\displaystyle TR_{i}} az {\displaystyle i}-edik vállalat teljes bevétele és {\displaystyle q_{i}} az általa értékesített mennyiség
A teljes bevétel általánosabb formája: {\displaystyle TR_{i}\equiv p(Q)\cdot q_{i}}, ahol {\displaystyle p(Q)} a piaci kereslet inverz függvénye, és {\displaystyle Q\equiv \sum _{i=1}^{n}q_{i}}, vagyis az összes ({\displaystyle n}) vállalat által értékesített mennyiség.
Ekkor a deriválás szabályainak megfelelően {\displaystyle MR_{i}\equiv {dTR_{i} \over dq_{i}}={dp(Q) \over dq_{i}}\cdot q_{i}+{dq_{i} \over dq_{i}}\cdot p(Q)=p(Q)+q_{i}\cdot {dp(Q) \over dq_{i}}}
A fenti egyenlet alapján kifejezhető a határbevétel a következőképpen is: {\displaystyle MR_{i}=p(Q)\cdot \left(1+{1 \over |\varepsilon |}\right)}, ahol {\displaystyle \varepsilon } a vállalat reziduális keresletének rugalmassága.
Mivel a tökéletes versenyző vállalat számára a piaci ár adottság (a reziduális kereslet végtelenül rugalmas), ezért a határbevétel konstans, megegyezik a piaci árral (lásd az ábrát). A kevesebb szereplős, nem tökéletesen versenyző piacformák (mono-, ill. oligopólium) esetén azonban a vállalat a saját termelési döntésével módosítja a piaci árat is, így számára a határbevétel nem konstans, hanem a kibocsátás függvénye.
A profitmaximalizálás első rendű feltétele ({\displaystyle MR_{i}=MC_{i}}) alapján a vállalatnak mindaddig érdemes növelnie kibocsátását, amíg a határbevétel nagyobb a határköltségnél és célszerű visszafogni a kibocsátást, ha a határbevétel kisebb a határköltségnél.

## Forrás, további irodalom
- Varian, H.R.: Mikroökonómia középfokon, KJK Kerszöv, Budapest, 2001
- Kertesi Gábor mikroökonómia jegyzetei